# Верхняя Тунгуска (приток Тары)
Верхняя Тунгуска — река в России, протекает по территории Муромцевского района Омской области и границе Кыштовского района Новосибирской области. Устье реки находится в 203 км по правому берегу реки Тары. Длина реки — 55 км, площадь водосборного бассейна — 655 км². Берёт своё начало из Китлинского болота.

## Данные водного реестра
По данным государственного водного реестра России относится к Иртышскому бассейновому округу, водохозяйственный участок реки — Иртыш от впадения реки Омь до впадения реки Ишим, без реки Оша, речной подбассейн реки — бассейны притоков Иртыша до впадения Ишима. Речной бассейн реки — Иртыш.
Код объекта в государственном водном реестре — 14010100312115300005792.